# 八宝镇狼舌头古城址
八宝镇狼舌头古城址，位于中国青海省祁连县八宝镇，为第八批青海省文物保护单位，公布日期为2008年4月10日，类型为古遗址。
八宝镇狼舌头古城址的历史年代为汉、唐。